# Ani imoto
Ani imoto (あにいもうと, Ani imōto, lit. "irmão mais velho, irmã mais nova") (bra: Irmão, Irmã) é um filme de drama japonês de 1953 dirigido por Mikio Naruse. O filme é baseado no conto Ani imōto do escritor Saisei Murō.

## Sinopse
Mon, a filha mais velha de uma família rural, volta grávida de Tóquio para casa depois de um caso com Kobata, um estudante universitário. Seus pais temem que um escândalo se inicie no vilarejo e que possa ameaçar os planos de casamento da irmã mais nova, San. Além disso, Mon, apoia e financia educação de San através da prostituição, já que o negócio do pai teve que fechar e a mãe dificilmente consegue sustentar a família através da pequena loja. O mal-humorado irmão mais velho, Inokichi, decide assumir o papel de disciplinador da família, primeiro espancando Kobata quando ele visita a família para se desculpar, e depois Mon. Mesmo assim, Mon perdoa Kobata e volta para a capital.

## Elenco
- Machiko Kyō como Mon
- Masayuki Mori como Inokichi
- Yoshiko Kuga como San
- Eiji Funakoshi como Kobata
- Kumeko Urabe como Riki, a mãe
- Reizaburō Yamamoto como Akaza, o pai

## Recepção
Seis anos após a estreia do filme, o historiador de cinema Donald Richie apontou que ao "tentar passar do realismo ao naturalismo, Naruse ocasionalmente comete erros ao manipular seus personagens de maneira um tanto óbvia". Em 2008, o crítico de cinema Alexander Jacoby chamou Ani imoto de um "filme atipicamente brutal em que as tensões emocionais[...] explodem em violência física". Keith Uhlich da Slant Magazine deu ao filme 3,5 de 4 estrelas por considerar que o filme exibe "considerável habilidade de Naruse em retratar a dinâmica do ambiente doméstico".

## Fonte literária
Publicado pela primeira vez em 1934, o conto Ani imōto de Saisei Murō ganhou o Prêmio Bungei Konwakai. Foi adaptado para o cinema pela primeira vez em 1936, sob a direção de Sotoji Kimura e, novamente, em 1976 pelo cineasta Tadashi Imai.

## Legado
Ani imoto foi exibido no Museu de Arte Moderna de Nova York em 1985 como parte de sua retrospectiva sobre as obras do diretor Mikio Naruse, e na Cinémathèque Française em 2016 e 2017.